# Big Sandy (Montana)
Big Sandy is een plaats (town) in de Amerikaanse staat Montana, en valt bestuurlijk gezien onder Chouteau County.

## Demografie
Bij de volkstelling in 2000 werd het aantal inwoners vastgesteld op 703.
In 2006 is het aantal inwoners door het United States Census Bureau geschat op 637, een daling van 66 (-9,4%).

## Geografie
Volgens het United States Census Bureau beslaat de plaats een oppervlakte van
1,1 km², geheel bestaande uit land. Big Sandy ligt op ongeveer 823 m boven zeeniveau.

## Plaatsen in de nabije omgeving
De onderstaande figuur toont nabijgelegen plaatsen in een straal van 28 km rond Big Sandy.